# Mosul
Mosul (arap. الموصل al-Mawṣil, kurdski: مووسڵ‎, sirjački: ܡܘܨܠ‎, translit. Māwṣil)) je treći najveći grad Iraka, nakon glavnog grada Bagdada i Basre. Nalazi se na obalama rijeke Tigrisa u sjevernom dijelu države, u Mosulskoj ravnici, oko 400 km sjeverno od Bagdada. U ovom je gradu 1987. godine živjelo 664.221 stanovnika, dok procjene iz 2002. godine govore o 1,739.800 ljudi. Arapi čine većinu stanovništva u gradu, a među manjine spadaju Kurdi, Ajsori (Kaldejci, Sirjaci), Armenci i drugi.

## Vanjske poveznice
- (engl.) Službene stranice grada Mosula  Arhivirana inačica izvorne stranice od 7. veljače 2011. (Wayback Machine)

Wikimedijski zajednički poslužitelj:
|  | Zajednički poslužitelj ima još gradiva o temi Mosul |